# سانچی
سانچی یک روستای کوچک در منطقه رایسن درایالت مادیا پرادش هندوستان است و در ۴۶ کیلومتری شمال شرق بوپال قرار دارد. این روستا بناهای تاریخی بودا متعلق به ۳ قرن پیش از میلاد را در خود جایی داده‌است و یکی از اماکن مهم زیارتی بودایان می‌باشد. اطراف گنبد نمادهایی وجود دارد که هر کدام نشان دهنده عشق، صلح، اعتماد، و شجاعت است. گنبد بزرگ در سانچی در اصل توسط امپراتور بزرگ آشوکا در ۳ قرن پیش از میلاد بنا شد.

## نگارخانه

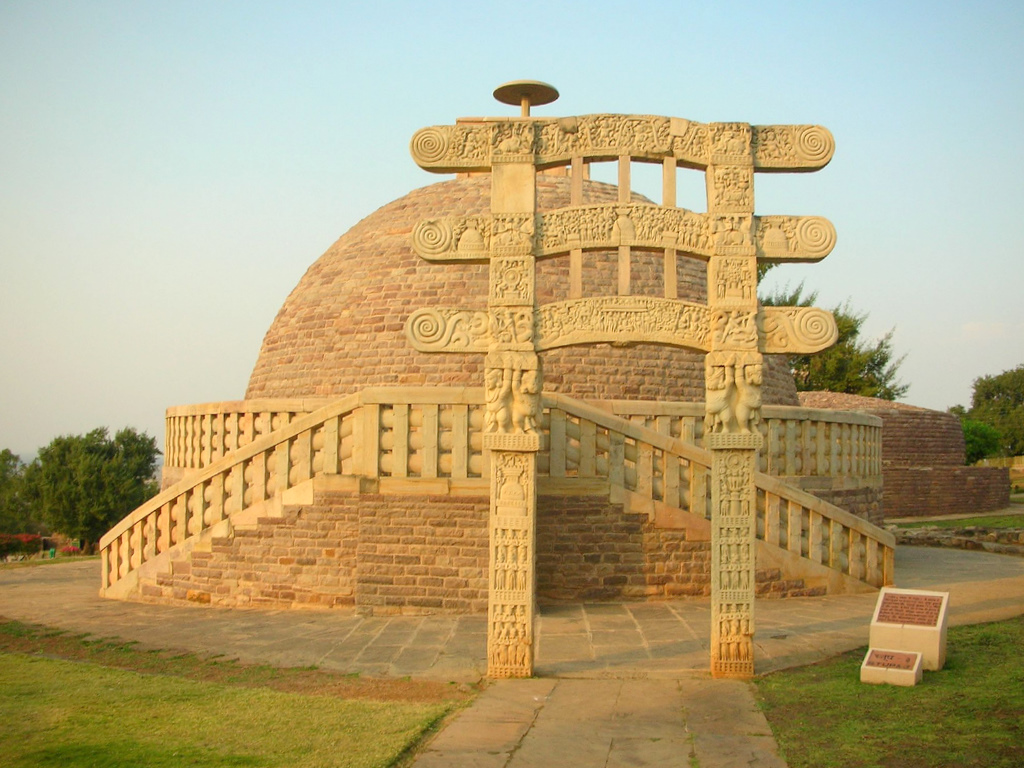
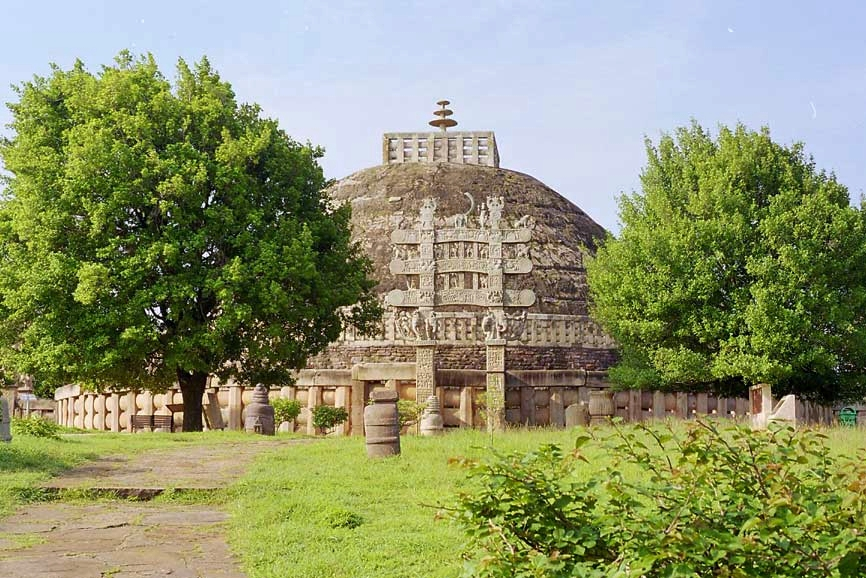
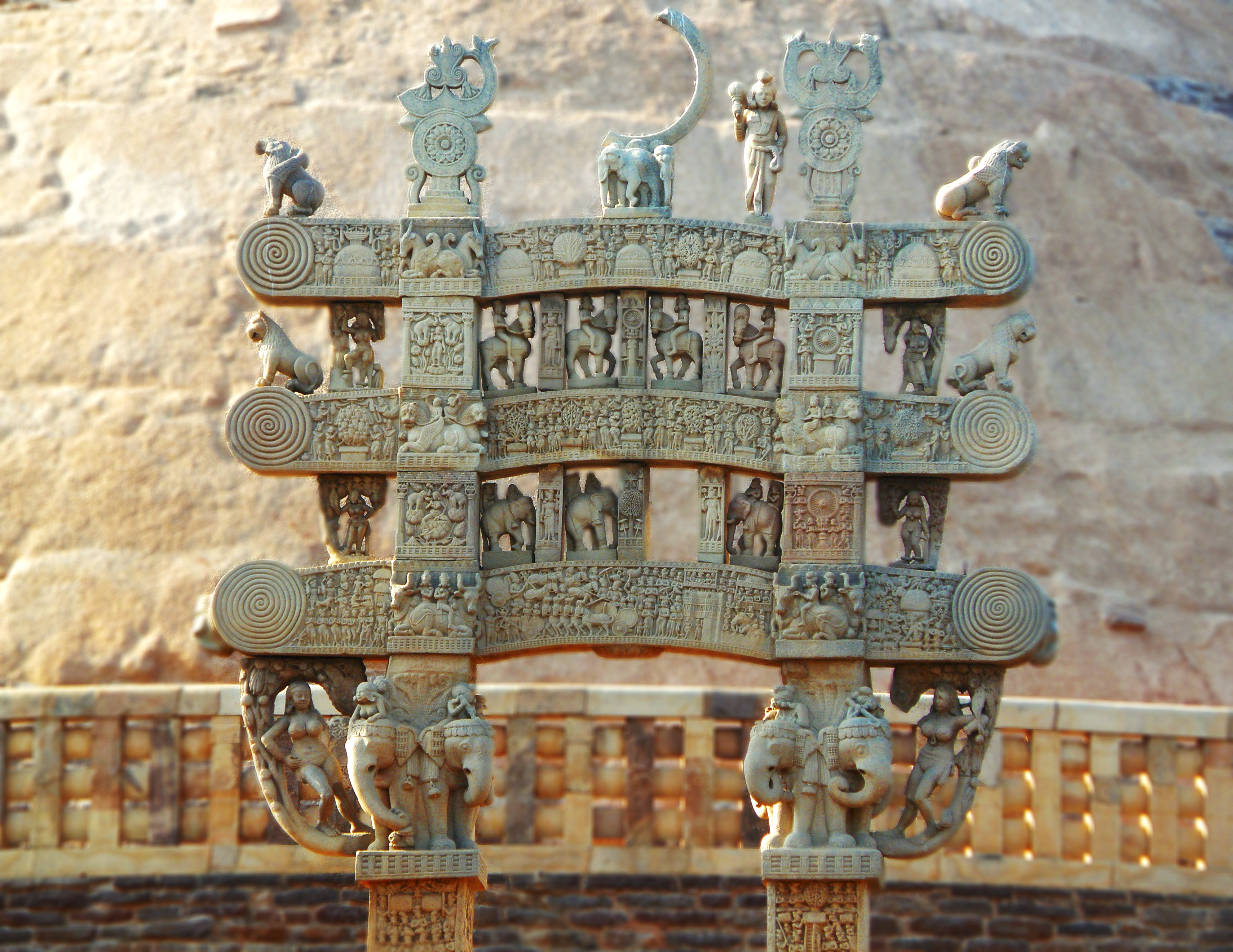
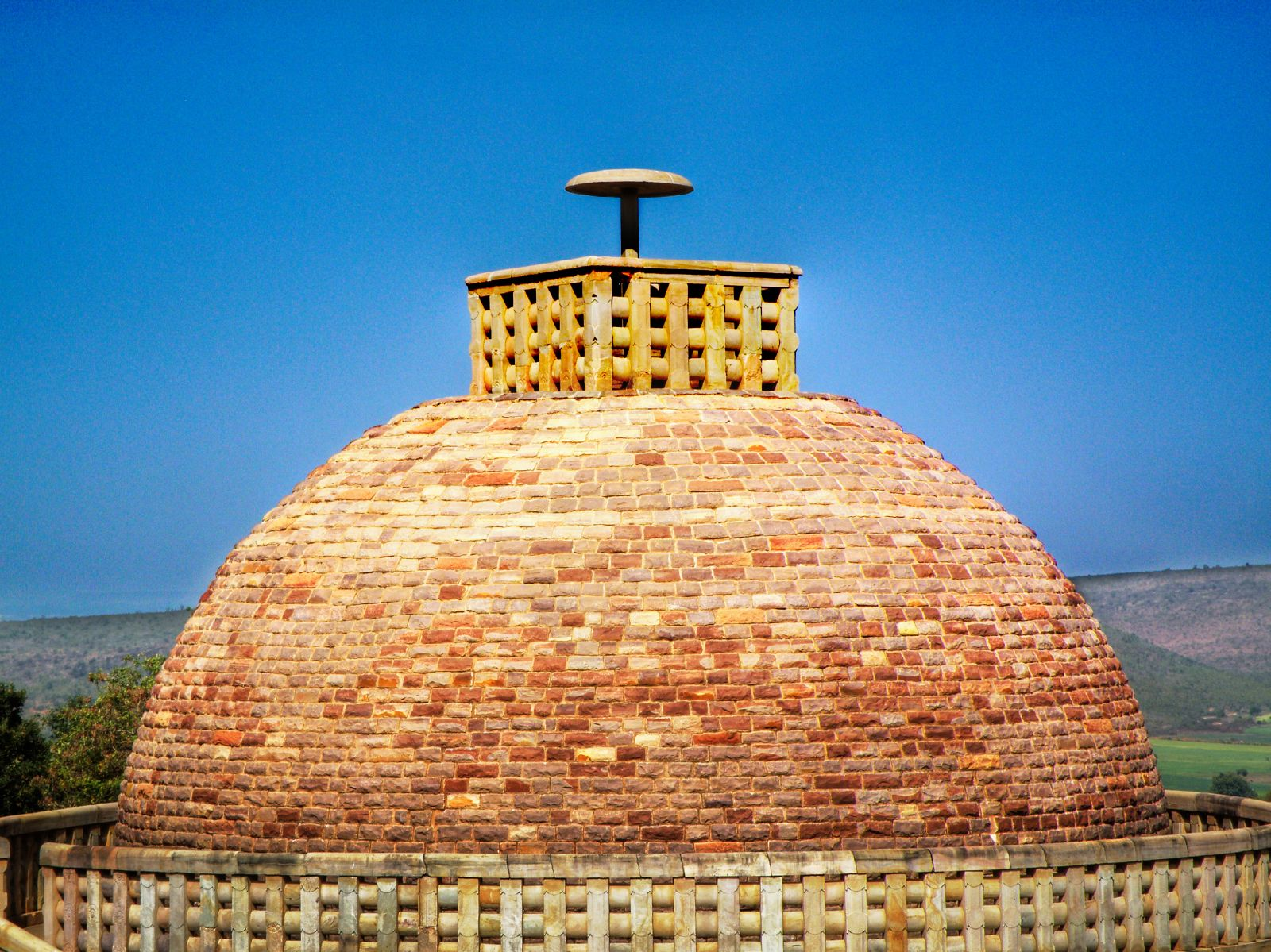
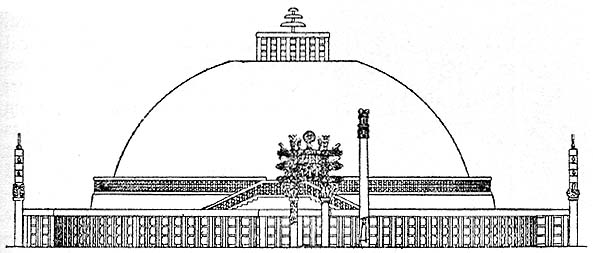
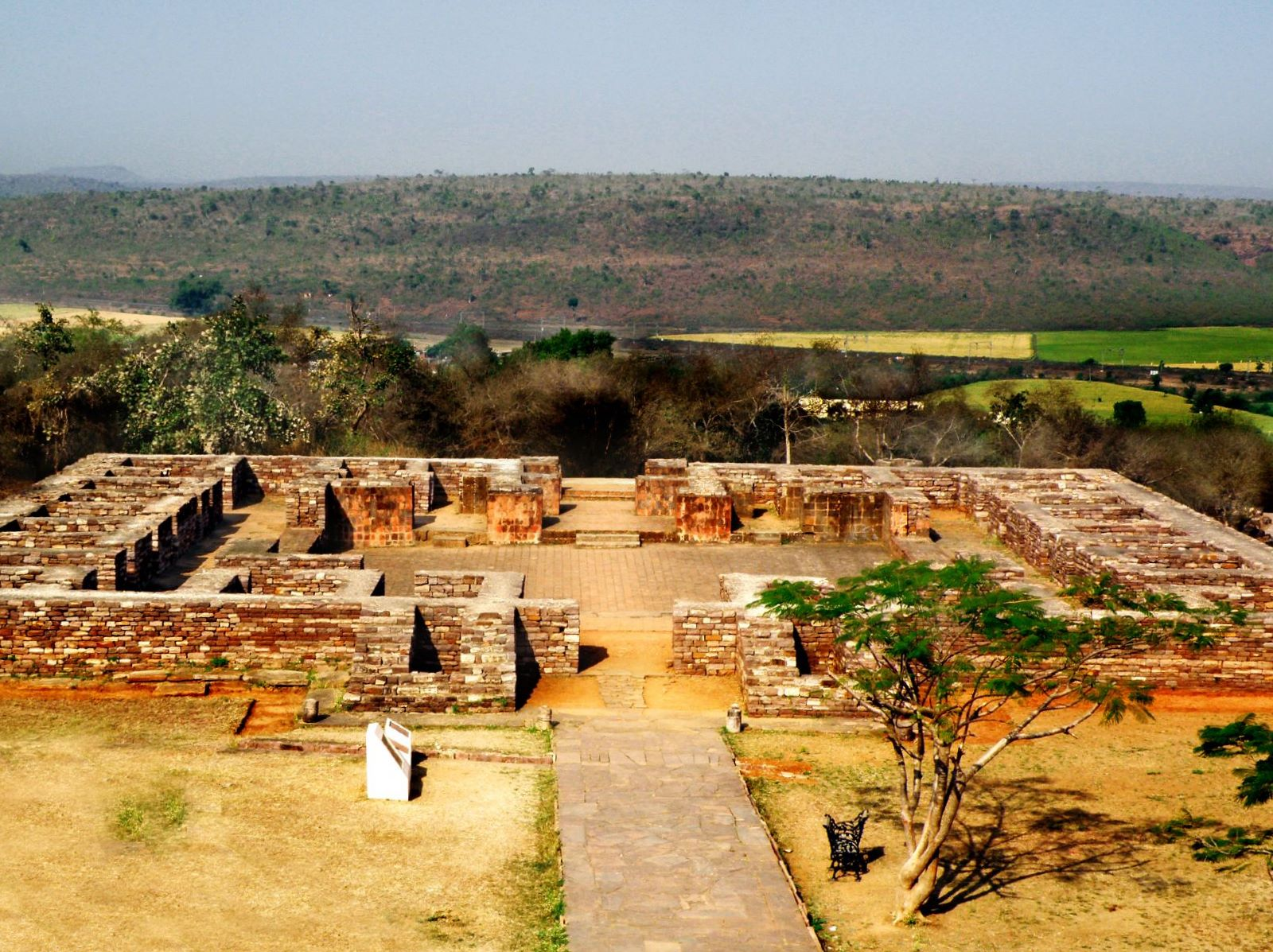
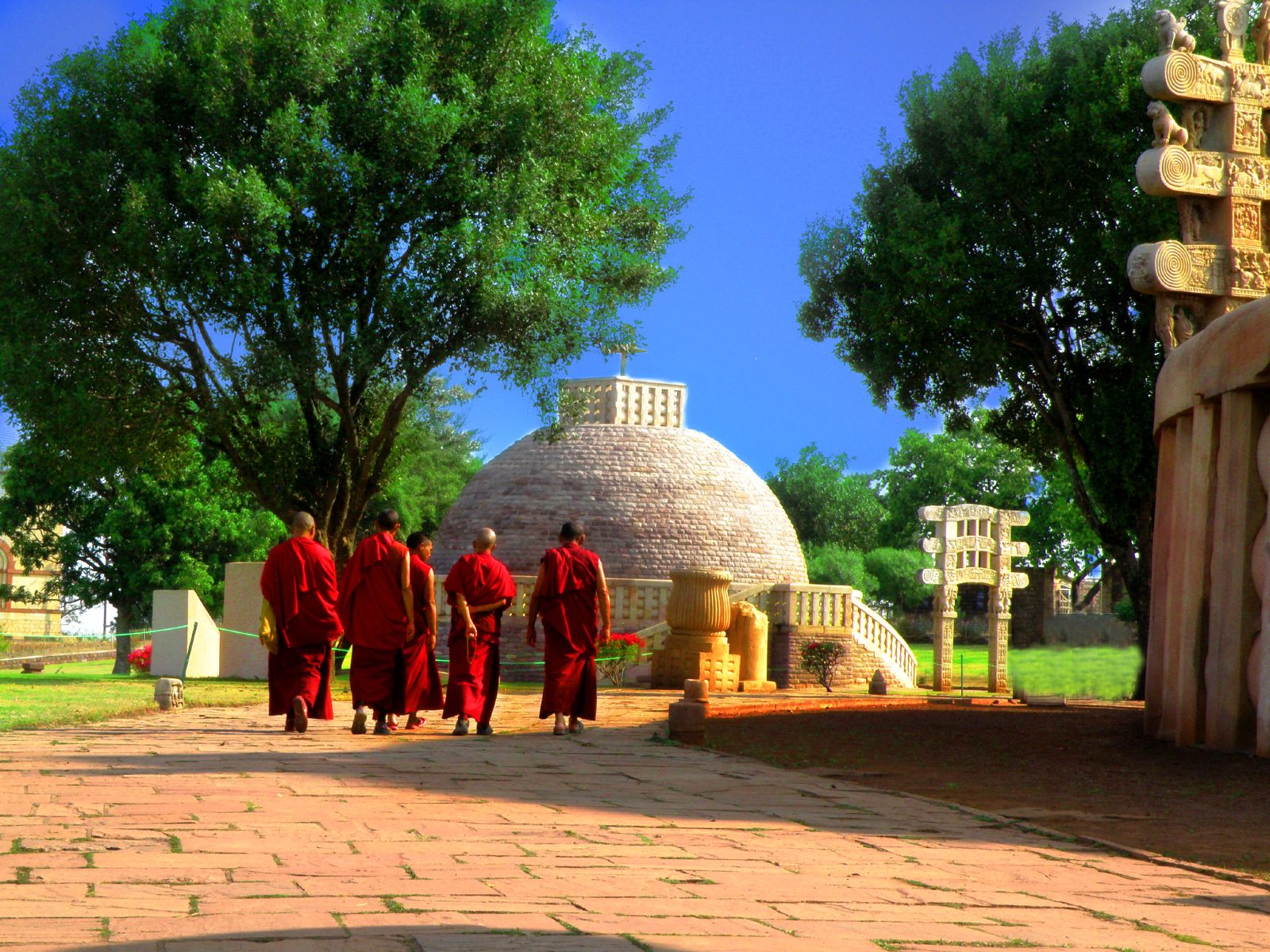